# Awesome (창 관리자)
awesome은 C, 루아 프로그래밍 언어로 개발된 X 윈도 시스템용 동적 창 관리자이다. 루아는 또한 창 관리자의 구성 및 확장을 위해 사용된다. 개발은 dwm의 포크로 시작되었다. 매우 작고 빠르지만 사용자 지정을 통한 확장도 가능한 것을 목적으로 한다. 사용자가 키보드를 사용하여 창을 관리할 수 있게 만들어준다.
이 포크의 처음 별명은 jdwm이었으며 여기서 "jd"는 주요 프로그래머의 이니셜을 의미하고 dwm은 포크 출처인 소프트웨어 프로젝트를 상기시켜준다.
awesome이 될 최초의 git 저장소는 2007년 9월 구축되었다. jdwm은 awesome으로 이름이 바뀌었으며 이는 내가 그녀를 만났을 때의 등장 인물 Barney Stinson이 사용한 동일한 구절의 이름을 딴 것이다. awesome은 2007년 9월 20일 dwm 메일링 리스트를 통해 공식 발표되었다.

## 명칭이 있는 릴리스
awesome 버전 1.0부터 1.3 (2007년 9~10월)은 이름이 없었다. 첫 2.0 릴리스 후보(2007년 11월)를 기점으로 awesome은 릴리스에 명칭을 사용하였다.

## 같이 보기
- dwm
- wmii
- I3
- StumpWM
- xmonad